# 柱子客栈
柱子客栈 (阿拉伯语：‎: Khan al-Umdan, 又名Khán-i-'Avámid) 是以色列最大和保存最好的商隊驛站，位于阿卡古城，建于奥斯曼帝国时代。

## 历史

### 鄂圖曼时期

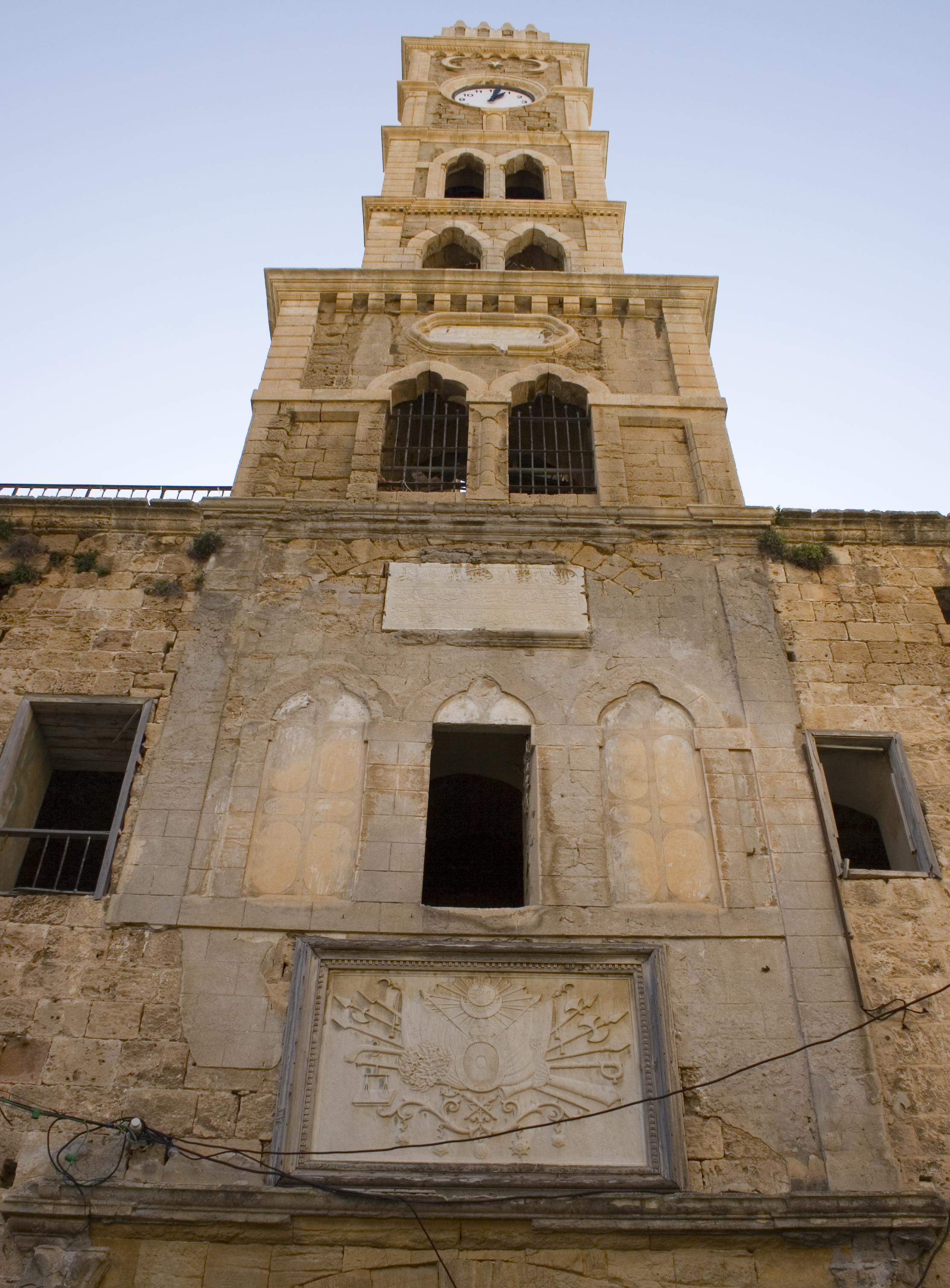
钟楼

柱子客栈是阿卡的四个商隊驛站之一，建于1784年，位于耶路撒冷王国的皇家海关旧址。由于客栈有许多柱子，被称为柱子客栈（Khan al-Umdan）。 它的四十根花岗岩石柱，取自凯撒利亚的十字军遗址。